# バンド・オブ・ブラザース
『バンド・オブ・ブラザース』（原題: Band of Brothers）は、スティーヴン・アンブローズのノンフィクション作品、およびそれを原作にした2001年製作のテレビドラマ。第二次世界大戦におけるアメリカ陸軍第101空挺師団第506歩兵連隊第2大隊E中隊 の訓練から対ドイツ戦勝利・終戦までを描く。

## 作品概要
スティーヴン・スピルバーグとトム・ハンクス製作総指揮によるBBC/HBOのテレビドラマシリーズ。全10話。
トム・ハンクスは第1話の脚本のほか、第5話の監督も担当している。
2001年当時のテレビシリーズとしては空前となる製作費1億2000万ドル、制作時間一年半（撮影９ヶ月）で制作された。
登場する人物は全て実在する人物の実名である。
E中隊隊長リチャード・ウィンターズが総合的な主人公ではあるが、基本はE中隊の隊員たちの群像劇である。
いくつかのエピソードには製作当時存命だった隊員たちのインタビューが挿入されている。

## エピソード
| #  | 邦題                 | 原題               | 監督                         | 脚本                                        | 時間      |
| -- | -------------------- | ------------------ | ---------------------------- | ------------------------------------------- | --------- |
| 1  | 翼のために           | Currahee           | フィル・アルデン・ロビンソン | エリック・ジェンドレセン / トム・ハンクス   | 1時間13分 |
| 2  | ノルマンディ降下作戦 | Day of Days        | リチャード・ロンクレイン     | ジョン・オーロフ                            | 52分      |
| 3  | カランタン攻略       | Carentan           | ミカエル・サロモン           | E・マックス・フライ                         | 1時間5分  |
| 4  | 補充兵               | Replacements       | デヴィッド・ナッター         | グラハム・ヨスト / ブルース・C・マッケンナ  | 59分      |
| 5  | 岐路                 | Crossroads         | トム・ハンクス               | エリック・ジェンドレセン                    | 55分      |
| 6  | 衛生兵               | Bastogne           | デヴィッド・リーランド       | ブルース・C・マッケンナ                     | 1時間7分  |
| 7  | 雪原の死闘           | The Breaking Point | デヴィッド・フランケル       | グラハム・ヨスト                            | 1時間12分 |
| 8  | 捕虜を捉えろ         | The Last Patrol    | トニー・トー                 | エリック・ボーク / ブルース・C・マッケンナ  | 58分      |
| 9  | なぜ戦うのか         | Why We Fight       | デヴィッド・フランケル       | ジョン・オーロフ                            | 58分      |
| 10 | 戦いの後で           | Points             | ミカエル・サロモン           | エリック・ジェンドレセン / エリック・ボーク | 1時間2分  |

## キャスト
階級は第10話終了時のもの。
ウィンターズの吹き替えを担当した役所広司は、この作品が吹き替え初挑戦である。
| 役名                                    | 俳優                             | 日本語吹き替え |
| --------------------------------------- | -------------------------------- | -------------- |
| “ディック” リチャード・ウィンターズ少佐 | ダミアン・ルイス                 | 役所広司       |
| ルイス・ニクソン大尉                    | ロン・リビングストン             | 山寺宏一       |
| カーウッド・リプトン少尉                | ドニー・ウォルバーグ             | 山野井仁       |
| “ビル” ウィリアム・ガルニア軍曹         | フランク・ジョン・ヒューズ       | 檀臣幸         |
| “ドン” ドナルド・マラーキー軍曹         | スコット・グライムス             | 樫井笙人       |
| ハリー・ウェルシュ中尉                  | リック・ウォーデン               | 内田直哉       |
| “バック” リン・コンプトン中尉           | ニール・マクドノー               | 青山穣         |
| ロナルド・スピアーズ大尉                | マシュー・セトル                 | 家中宏         |
| “ブル” デンバー・ランドルマン軍曹       | マイケル・カドリッツ             | 遠藤純一       |
| ジョン・マーティン軍曹                  | デクスター・フレッチャー         | 相沢まさき     |
| フランク・ペルコンテ軍曹                | ジェームズ・マディオ             | 田尻ひろゆき   |
| ジョージ・ラズ軍曹                      | リック・ゴメス                   | 小森創介       |
| ジョセフ・リーブゴット伍長              | ロス・マッコール                 | 後藤敦         |
| “ケニヨン” デビッド・ウェブスター一等兵 | アイオン・ベイリー               | 堀川仁         |
| “ジョー” ジョセフ・トイ伍長             | カーク・アセヴェド               | 咲野俊介       |
| ドナルド・フーブラ伍長                  | ピーター・マッケイブ             | 真殿光昭       |
| フロイド・タルバート一等軍曹            | マシュー・リーチ                 | 鈴木正和       |
| アルバート・ブライス二等兵              | マーク・ウォーレン               | 中村俊介       |
| 衛生兵 “ドク” ユージーン・ロウ伍長      | シェーン・テイラー               | 内田夕夜       |
| ジョン・ホール二等兵                    | アンドリュー・スコット           | 猪野学         |
| “パット” バートン・クリステンソン軍曹   | マイケル・ファスベンダー         | 松本大         |
| ジェームズ・W・ミラー二等兵             | ジェームズ・マカヴォイ           | 栗山浩一       |
| ジョン・ヤノヴィック上等兵              | トム・ハーディ                   | 川中子雅人     |
| ヘンリー・ジョーンズ少尉                | コリン・ハンクス                 | 佐久田修       |
| ウィリアム・エヴァンズ上級軍曹          | サイモン・ペッグ                 |                |
| マイロン・マイク・ラーニー軍曹          | スティーブン・グレアム           | 三宅健太       |
| ハーバート・ソベル大尉                  | デヴィッド・シュワイマー         | 牛山茂         |
| ロバート・ストレイヤー中佐              | フィル・マッキー                 | 西村知道       |
| ロバート・シンク大佐                    | デイル・ダイ                     | 糸博           |
| ミーハン                                | ジェイソン・オマラ               | 中田和宏       |
| マック                                  | リチャード・スパイト・Jr.        | 川島得愛       |
| コッブ                                  | クレイグ・ヒーニー               | 横尾博之       |
| シスク                                  | フィリップ・バランティーニ       | 水島大宙       |
| デュークマン                            | マーク・ローレンス               | 吉田孝         |
| パワーズ                                | ピーター・ヤングブラッド・ヒルズ | 齋藤龍吾       |
| ティッパー                              | バート・ルスポリ                 | 栗山浩一       |
| ヴェスト                                | キーラン・オブライエン           | 古田信幸       |
| ドミンゲス                              | マルコス・ド・クルーズ           | 三宅健太       |
| シュミット                              | ジョニー・ブルーム               | 松本保典       |

## アルバート・ブライス二等兵について
アルバート・ブライス二等兵は、第3話『カランタン攻略』で首を負傷し、その傷が元で1948年に死去したとされている。しかし、ブライスの遺族はこれが事実では無い事を指摘している。
第506パラシュート歩兵連隊のウェブサイトによると、ブライスがノルマンディで負傷した部位は右肩である。また、1944年9月にオランダに戦闘降下したとする宣誓供述書に署名がある。そのためマーケット・ガーデン作戦にも参加していると考えられる。その後朝鮮戦争では、第187パラシュート歩兵連隊に配属され一等軍曹として従軍している。1963年7月5日に一旦退役するも1967年8月1日に再入隊し、西ドイツに駐留する補給部隊 に配属される。しかし、その年の12月17日に交通事故によりヴィースバーデンで死亡している。最終階級は曹長である。
この事実についてHBOは公式な訂正はしておらず、2018年現在も劇中では1948年死亡とされたままである。

## その他
極寒のバストーニュの森はセット撮影である。雪は紙片、隊員の吐く白い息はCG合成、寒さに震えているのは全て芝居である。
第8話にトム・ハンクスの息子コリン・ハンクスがE中隊の新任少尉として出演している。
この作品の製作総指揮であるスティーヴン・スピルバーグとトム・ハンクスらが製作総指揮した太平洋戦争をテーマにしたHBO局のドラマ『ザ・パシフィック』が2010年3月14日より全米放送された。

## 受賞歴
- 第54回エミー賞に19部門でノミネートされ、作品賞 (ミニシリーズ部門)、監督賞ほか6部門で受賞した。
- 2001年度ゴールデングローブ賞最優秀作品賞（TVドラマ&ミニシリーズ部門）受賞。

## 原作
バンド・オブ・ブラザース -男たちの深い絆- （日本語訳版 / 2002年5月20日、並木書房より発行） ISBN 4-89063-146-1
- 著者:スティーヴン・アンブローズ
- 日本語訳:上ノ畑淳一（うえのはた じゅんいち）